# Hikari no Veil
Singles de MAX
Shinin' On - Shinin' Love
(1997) Ride on Time
(1998)
Senkō -Hikari- no Veil (閃光 -ひかり- のVeil, ou Senkou etc.), généralement appelé Hikari no Veil, est le neuvième single du groupe MAX.

## Présentation
Le single, produit par Max Matsuura, sort le 22 avril 1998 au Japon sous le label avex trax, six mois après le précédent single du groupe Shinin' On - Shinin' Love, au format mini-CD de 8 cm de diamètre, alors la norme pour les singles dans ce pays. Il atteint la 5e place du classement des ventes de l'Oricon, et reste classé pendant huit semaines. Il restera le sixième single le plus vendu du groupe.
Le single contient deux chansons originales, utilisées comme thème musical dans deux publicités, et leurs versions instrumentales. La chanson-titre figurera sur le troisième album original du groupe, Maximum Groove qui sortira huit mois plus tard, puis sur ses compilations Maximum Collection de 1999, Precious Collection de 2002, et Complete Best de 2010 ; elle sera remixée sur ses albums de remix Hyper Euro Max de 2000 et New Edition de 2008. La chanson en "face B", So Real, ne figurera pas sur l'album original, mais sera elle aussi présente sur la compilation Maximum Collection.

## Liste des titres
| CD    | CD                                                           | CD                                | CD    | CD | CD | CD | CD | CD | CD |
| No    | Titre                                                        | Paroles / Musique et arrangements | Durée |    |    |    |    |    |    |
| ----- | ------------------------------------------------------------ | --------------------------------- | ----- | -- | -- | -- | -- | -- | -- |
| 1.    | Hikari no Veil (閃光 -ひかり- のVeil)                        | Goro Matsui / Kiichi Yokoyama     | 4:58  |    |    |    |    |    |    |
| 2.    | So Real (SO REAL)                                            | Goro Matsui / Kiichi Yokoyama     | 4:27  |    |    |    |    |    |    |
| 3.    | Hikari no Veil (Original Karaoke) (閃光 -ひかり- のVeil ...) | (Instrumental) / Kiichi Yokoyama  | 4:58  |    |    |    |    |    |    |
| 4.    | So Real (Original Karaoke) (SO REAL ...)                     | (Instrumental) / Kiichi Yokoyama  | 4:27  |    |    |    |    |    |    |
| 18:50 |                                                              |                                   |       |    |    |    |    |    |    |